# ルートヴィヒ・シュトライヒャー
ルートヴィヒ・シュトライヒャー（Ludwig Streicher, 1920年6月26日 - 2003年3月13日）は、オーストリアのウィーン生まれのコントラバス奏者。ウィーン・フィルハーモニー管弦楽団の首席奏者やソリストとしての活動のみならず、教育者としても知られ、著書『コントラバス教本』は日本でもコントラバスを学ぶものの間でよく知られている。

## 略歴
14歳でウィーン音楽アカデミーに入学、1940年に卒業後、1944年までポーランドのクラクフ国立劇場の首席奏者を務める。1945年にウィーン・フィルハーモニー管弦楽団に入団、1954年から1973年までは首席奏者を務めた。1966年以降は、ウィーン音楽演劇アカデミーの教授として後進の指導にあたった。
ウィーン・フィル退団後はソリストとしてコントラバス作品の紹介に努め、独奏楽器としてのコントラバスの表現力や奏法を高めることに貢献した。ソリストとしては、18世紀のディッタースドルフから現代の音楽に至るまで、コントラバスのオリジナル作品を録音している。

## 書籍
- 『コントラバス奏法』（上・下） 長谷川悟 訳　音楽之友社　ISBN 4-27647-781-6 /　ISBN 4-27647-782-4